# Cantó de Sancoins
El cantó de Sancoins és un cantó francès del departament del Cher, situat al districte de Saint-Amand-Montrond. Té 11 municipis i el cap és Sancoins.

## Municipis
- Augy-sur-Aubois
- Chaumont
- Givardon
- Grossouvre
- Mornay-sur-Allier
- Neuilly-en-Dun
- Neuvy-le-Barrois
- Sagonne
- Saint-Aignan-des-Noyers
- Sancoins
- Vereaux

## Història
| Data d'elecció                           | Identitat            | Partit                      | Qualitat |
| ---------------------------------------- | -------------------- | --------------------------- | -------- |
| 1945-1961                                | Jean-Baptiste Touret | SFIO, després divers gauche |          |
| 1961-1983                                | Charles Durand       | CNI, després UDF-CDS        |          |
| 1983-2004                                | Pierre Caldi         | Divers droite               |          |
| 2004-                                    | Paul Bernard         | PS                          |          |
| les dades anteriors no són pas conegudes |                      |                             |          |
|                                          |                      |                             |          |

## Demografia
| A partir de 1990: Població sense dobles comptes |